# Mohelka
Mohelka är ett vattendrag i Tjeckien.   Det ligger i regionen Mellersta Böhmen, i den centrala delen av landet, 70 km nordost om huvudstaden Prag.